# Bernardo Olvera
Bernardo Olvera González (ur. 6 stycznia 1963) – meksykański zapaśnik w stylu wolnym. Dwukrotny olimpijczyk. Odpadł w eliminacjach na turnieju w Los Angeles 1984 i Seulu 1988. Startował w kategorii 52 kg.
Trzykrotny uczestnik mistrzostw świata; siódmy w 1990. Zdobył dwa srebrne medale na igrzyskach panamerykańskich w 1987 i 1991; czwarty w 1995 roku. Pięć razy na podium mistrzostw panamerykańskich i cztery razy na igrzyskach Ameryki Środkowej i Karaibów. Mistrz świata juniorów w 1980 roku.
Brat zapaśników i olimpijczyków: Jorge Olvera i Alfredo Olvera.